# WWE Superstar Spectacle
Superstar Spectacle es un evento anual de pago por visión producido por la empresa de lucha libre profesional WWE. Se lleva a cabo en la India como parte de un acuerdo de cinco años con Sony Pictures Networks India que comenzó a finales de 2020. El primer evento se llevó a cabo en enero de 2021 y se transmitió en India como un especial de televisión para el Día de la República de la India, mientras que fuera de ese país se transmitió en WWE Network. Contó con luchadores de las marcas Raw, SmackDown y NXT. El evento debía regresar en enero de 2023, pero se pospuso hasta septiembre de ese año.

## Eventos

### 2021
WWE Superstar Spectacle 2021 tuvo lugar el 22 de enero de 2021 desde el Tropicana Field en San Petersburgo, Florida.

#### Resultados
- El Campeón de NXT Finn Bálor derrotó a Guru Raaj. (7:08).
  - Bálor cubrió a Raaj después de un «Coup de Grace» seguido de un «1916».
  - Después del combate ambos se dieron la mano en señal de respeto.
  - El Campeonato de NXT de Bálor no estuvo en juego.
- Rey Mysterio, Ricochet, Dilsher Shanky & Giant Zanjeer derrotaron a Dolph Ziggler, King Corbin, Shinsuke Nakamura & Cesaro. (6:25).
  - Rey cubrió a Cesaro después de un «619» seguido de un «Diving Splash» desde los hombros de Shanky.
- AJ Styles (con Omos) derrotó a Jeet Rama. (3:14).
  - Styles cubrió a Rama después de un «Phenomenal Forearm».
- Charlotte Flair & Sareena Sandhu derrotaron a Bayley & Natalya. (6:06).
  - Sandhu cubrió a Natalya después de un «Natural Selection» de Flair.
- Drew McIntyre & Indus Sher (Rinku & Saurav) derrotaron a Jinder Mahal & The Bollywood Boyz (Samir Singh & Sunil Singh). (9:03).
  - Rinku cubrió a Sunil después de una combinación de «Sidewalk Slam» y «Diving Elbow Drop».

### 2023
WWE Superstar Spectacle 2023 tuvo lugar el 8 de septiembre de 2023 desde el Estadio Cubierto Gachibowli en Hyderabad, India. Este fue el primer evento en vivo de WWE que se realizó en la India desde diciembre de 2017 y el primero en la ciudad de Hyderabad. A diferencia de su predecesor, contó mayoritariamente con luchadores de la marca Raw.

#### Resultados
- Kevin Owens & Sami Zayn derrotaron a Indus Sher (Sanga & Veer) por descalificación.
  - Indus Sher fue descalificados después de que Jinder Mahal atacará a Owens y Zayn.
  - Después de la lucha, Indus Sher y Mahal siguieron atacando a Owens y Zayn pero fueron detenidos por Drew McIntyre.
- Drew McIntyre, Kevin Owens & Sami Zayn derrotaron a Jinder Mahal & Indus Sher (Sanga & Veer).
  - McIntyre cubrió a Mahal después de un «Claymore».
  - Después de la lucha, ambos equipos se dieron la mano en señal de respeto.
- Natalya derrotó a Zoey Stark.[5]
  - Natalya cubrió a Stark con un «Roll-Up».
  - Originalmente Becky Lynch iba a ser la oponente de Stark, pero debido a un problema con su pasaporte, no pudo asistir al evento y su lugar en esta lucha fue ocupado por Natalya.
- Gunther derrotó a Shanky y retuvo el Campeonato Intercontinental.
  - Gunther cubrió a Shanky después de un «Last Symphony».
- Bron Breakker derrotó a Odyssey Jones.[6]
  - Breakker cubrió a Jones después de un «Spear».
- Rhea Ripley derrotó a Natalya y retuvo el Campeonato Mundial Femenino.[7]
  - Ripley cubrió a Natalya después de un «Riptide».
- John Cena & Seth Rollins derrotaron a Imperium (Giovanni Vinci & Ludwig Kaiser).[8][9][10]
  - Cena cubrió a Kaiser después de un «Attitude Adjustment».